# 40410 Příhoda
(40410) Příhoda, denumire internațională (40410) Prihoda, este un asteroid din centura principală de asteroizi.

## Descriere
40410 Příhoda este un asteroid din centura principală de asteroizi. A fost descoperit pe 4 septembrie 1999 la Observatorul din Ondřejov de Lenka Šarounová. Asteroidul prezintă o orbită caracterizată de o semiaxă mare de 3,00 ua, o excentricitate de 0,07 și o înclinație de 2,7° în raport cu ecliptica.